# Тумори на хороидния плексус
Туморите на хороидния плексус представляват 0,4 – 0,6% от всички неоплазмени заболявания на централната нервна система.
Латералните вентрикули са засегнати в 50% от случаите, четвъртата вентрикула – в 40% и третата вентрикула 5%. Хороидният плексус страда от три вида туморни образувания. Статистически те са много редки, като само в още по-изключително редки случаи възниква в извънвентрикуларното пространство. Три са основните форми: папилома, атипична папилома и карцинома. Най-честото местоположение на неоплазми от тези видове е в атриума на латералната вентрикула (лява или дясна) поради по-голямата покривна площ на епендимоцитите и съответно значителната големина на хороидния плексус в тях.
- Папиломата (1-ва степен – grade I, ICD 9390/0 [6]) е структура образувана от видоизменени клетки на хороидните власинки; най-вече засяга деца под 10-годишна възраст.[1] Голямата част (80%) от тези тумори са доброкачествени.[5]
- Атипичната хороидна папилома (2-ра степен – grade II---ICD 9390/1a[6]) обикновено се наблюдава също в латералната вентрикула (лява или дясна),[7] тя е сравнително доброкачествена. Най-често срещани са при деца или младежи, но се наблюдават и при по-възрастни пациенти.[8]
- Карциномата на хороидния плексус е изключително агресивен метастазиращ рак. (2 – 3-та степен – grade II-III---ICD 9390/3[6]).

Различаването на вида тумор при тези заболявания може да се определи с биопсия, като хистологичните намазки ще покажа степента на диференциация на клетките, скоростта и честотата на митозата, степен на тъканна некроза и промени в характера на растежа.
Според някои автори, хистологичните промени може да не корелират с биологично поведение тъй като и при папиломата и при карциномата са наблюдавани метастази.